# Teqball

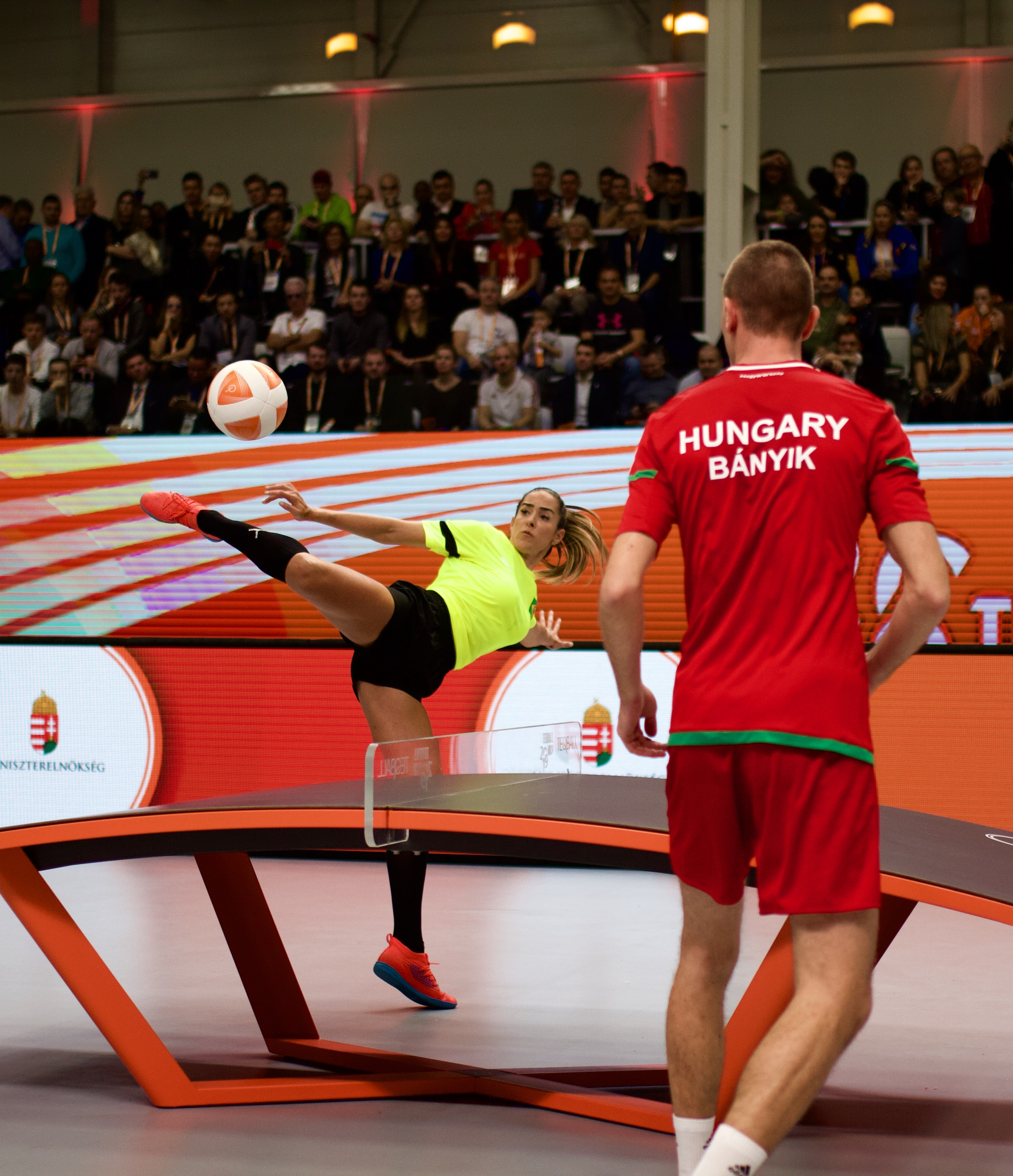
Một trận đấu Teqball

Teqball là một môn thể thao với trái bóng được chơi trên một cái bàn cong, kết hợp các yếu tố của Sepak takraw và bóng bàn. Các cầu thủ sẽ chơi một trái bóng bằng bất kỳ bộ phận nào của cơ thể ngoại trừ cánh tay và bàn tay. Teqball có thể được chơi giữa hai người chơi dưới dạng trò chơi nội dung đơn hoặc giữa bốn người chơi dưới dạng nội dung đôi đồng đội. Trò chơi được đại diện ở cấp độ quốc tế bởi Liên đoàn Teqball quốc tế (FITEQ). Một số cầu thủ bóng đá đẳng cấp thế giới đã bị trò chơi này thu hút và sau khi được thêm vào chương trình của Đại hội thể thao bãi biển châu Á 2021 và Đại hội thể thao châu Âu 2023, môn thể thao này hiện đang hướng tới để đưa vào Olympic.

## Giới thiệu
Teqball là môn thể thao kết hợp giữa bóng đá, bóng bàn và thi đấu đối kháng gián tiếp. Môn thể thao này mới ra đời tại Hungary vào năm 2014 do cựu cầu thủ Gabor Borsanyi, doanh nhân Gyorgy Gattyan và nhà khoa học máy tính Viktor Huszar sáng lập. Chỉ trong một thời gian ngắn Teqball đã phát triển một cách nhanh chóng, thu hút hàng triệu người chơi trên toàn thế giới. Teqball là môn thể thao phát triển nhanh nhất thế giới. Teqball trở thành môn thể thao được công nhận nhanh nhất thế giới vào tháng 8 năm 2018 khi cơ quan quản lý cao nhất FITEQ được Ủy ban Olympic châu Á (OCA) chính thức công nhận. Vào tháng 6 năm 2019, Teqball đã được Hiệp hội Ủy ban Olympic Quốc gia Châu Phi (ANOCA) chính thức công nhận. Vào tháng 11 năm 2020, FITEQ đã được cấp tư cách thành viên chính thức của Hiệp hội các liên đoàn thể thao quốc tế toàn cầu.
Liên đoàn Teqball quốc tế (FITEQ) hiện có 122 liên đoàn quốc gia, hơn 2.000 câu lạc bộ trên khắp thế giới và hơn 1.800 trọng tài được đào tạo. FITEQ đã tổ chức được 3 kỳ World Cup (2017, 2018, 2019). Môn thể thao này cũng được sự công nhận của Hội đồng Olympic Châu Á (OCA), Hội đồng Olympic Châu Đại dương (ONOC), Hội đồng Olympic Châu Phi (ANOCA) và dự kiến sẽ được đưa vào nội dung thi đấu tại Olympic 2028. Đến nay, Teqball hiện có 140 liên đoàn quốc gia, nó được xếp vào môn thể thao mới phát triển nhanh nhất của lịch sử thể thao thế giới. Hiện nay Teqball phổ biến và được chơi rất nhiều ở Tây Ban Nha và Bồ Đào Nha. Teqball cũng phát triển rất nhanh tại Bắc Mỹ và Nam Mỹ.
Luật chơi của nó là kết hợp giữa bóng bàn, bóng chuyền và bóng đá, đá đôi, hoặc đá đơn, không được sử dụng tay và không được dùng cơ thể khống chế bóng hai nhịp liên tiếp. Hiện nay ở nhiều trung tâm đào tạo bóng đá, học viện thì thường trang bị các bàn Teqball để cầu thủ giải trí và hoàn thiện kỹ thuật với quả bóng. Dụng cụ chơi đơn giản là một quả bóng và chiếc bàn bóng bàn được thiết kế cong theo quy chuẩn của FITEQ. Teqball không xa lạ với các cầu thủ thế giới. Cựu danh thủ Ronaldinho còn là đại sứ của môn thể thao gồm một quả bóng và chiếc bàn cong, Ronaldinho, một bậc thầy về kỹ thuật bóng đá là đại sứ toàn cầu của Teqball. Cầu thủ Neymar và các đồng đội ở PSG vẫn thường giải trí với môn Teqball. Các vận động chơi môn này hiện nay ấn tượng nhất vẫn là các cầu thủ Brazil họ giỏi kỹ thuật và tinh tế với trái bóng nên xem họ thi đấu rất thích mắt. Teqball là môn thể thao phù hợp với người Việt Nam vì nó đòi hỏi sự khéo léo, ít có ảnh hưởng hay tác động từ trọng tài bên ngoài. Môn này dễ chơi, không có va chạm và phù hợp để phát triển ở Việt Nam. Đối tượng phát triển là vận động viên một số môn thể thao có kỹ thuật tương đồng như bóng đá, cầu mây, đá cầu.